# 普费特鲁斯
普费特鲁斯（法語：Pfetterhouse，法語發音：[pfɛtəʁuz] ⓘ）是法国上莱茵省的一个市镇，属于阿尔特基什区。

## 地名
该地名“Pfetterhouse”发音为[pfɛtəʁuz]，开头字母“P”发音，《世界地名翻译大辞典》与《世界地名译名词典》将其误译作“费特鲁斯”。

## 地理
普费特鲁斯（47°30'3"N, 7°9'59"E）面积14.28 平方千米，位于法国大東部大區上莱茵省，该省份为法国东部内陆省份，是阿尔萨斯的一部分，今与下莱茵省组成了阿尔萨斯欧洲集体，其北临下莱茵省，西接孚日省，西南接贝尔福地区省，东侧沿莱茵河与德国相望，南与瑞士接壤。
与普费特鲁斯接壤的市镇（或旧市镇、城区）包括：下塞普瓦、上塞普瓦、莫斯拉尔格、雷谢西、库尔塔翁、利布斯多夫、下旺德利讷、迪林斯多夫。
普费特鲁斯的时区为UTC+01:00、UTC+02:00（夏令时）。

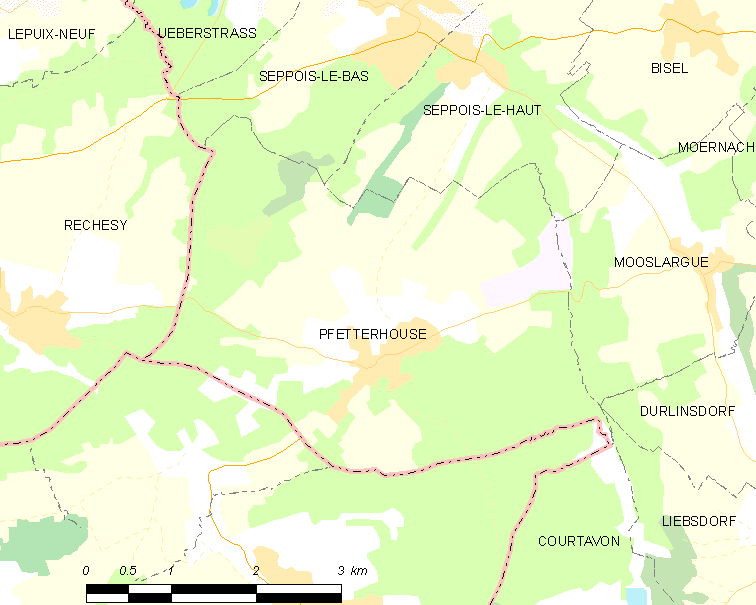
普费特鲁斯的OSM定位图

## 行政
普费特鲁斯的邮政编码为68480，INSEE市镇编码为68257。

## 政治
普费特鲁斯所属的省级选区为马斯沃-尼德布吕克县。

## 人口

1962-2008年间普费特鲁斯人口变化图示

普费特鲁斯于2022年1月1日时的人口数量为967人。